# Kaempferia
Kaempferia és un gènere de plantes de flors pertanyent a la família Zingiberaceae. Comprèn 106 espècies.

## Espècies seleccionades
- Kaempferia aethiopica
- Kaempferia albo-violacea
- Kaempferia andersoni
- Kaempferia angustifolia
- Kaempferia anomala